# 理由なき反抗
『理由なき反抗』（りゆうなきはんこう、原題：英語: Rebel Without a Cause）は、1955年のアメリカ合衆国の青春映画。主演を務めたジェームズ・ディーンの代表的作品の1つ。
ニコラス・レイの原案をもとに脚本が執筆され、レイが自ら監督を務めて映画化した作品。ディーンは、アメリカ合衆国での本作初公開（1955年10月26日）の約1か月前である同年9月30日に交通事故により死去した。

## ストーリー
イースターを終えた未明。17歳の少年、ジムは家族と離れ、泥酔して路上で寝込んでいるところを、集団暴行事件の容疑者と間違われて、警察署に連行された。警察署には家出をして保護された少女・ジュディや、拳銃で子犬を撃って補導された少年・プラトー（プレイトウ、プラトンとも）がいた。3人はそれぞれの家庭が不和や親の不在による機能不全の問題を抱えており、少年保護係のフレミック警部はそれが3人の非行の原因であると見破る。ジュディの母親、プラトーの自宅に住み込むメイド、ジムの両親が警察署にそれぞれ駆けつけ、少年たちは帰宅を許される。
家庭の都合のため転校を繰り返すジムは、翌日の朝、ドウスン高校に初登校する。そこでジュディやプラトーと再会する。ジュディはバズ率いる不良学生のグループとつるんでいた。その日は校外学習のため、生徒たちは天文台に向かう。学校が用意したバスに乗らず、ひとりで自動車を乗り回すジムはグループに目をつけられる。バズは天文台の駐車場でジムにナイフを手渡し、対決を要求する。ジムは「チキン」となじられて逆上し、その喧嘩を買うが、守衛が仲裁し、流血は避けられる。バズは夜更けに町はずれの崖に来るようジムに告げ、その場を去る。
夜になって少年たちが崖上に集まる。バズは盗んだ中古自動車を使った度胸試し「チキン・ラン」の開催を告げる。それぞれの自動車に乗り込んだジムとバズは、崖の先に向かって自動車を走らせる。どちらもスピードをゆるめぬまま、自動車が崖下に落ちる。ジムは落ちる直前に車から脱出することができたが、バズはそのまま谷底へ落ちる。バズの死をさとり、呆然自失となったジムは、帰宅して両親に状況を説明し、警察へ通報するよう懇願する。トラブルを恐れた両親は強く反対する。
警察署に飛び込んだジムは、自身の後見人であるフレミック警部をたずねたが不在であった。ジュディやプラトーと落ち合ったジムは、空き家にかくまわれる。3人はそれぞれの家庭の状況を明かし合う。プラトーが眠り込むと、ジムとジュディは別室で激しい抱擁を重ねる。目覚めたプラトーは、ひとりで取り残されたうえ、ジムがジュディをものにしたことをさとって怒り、隠し持っていた拳銃でジムを脅そうと思い立つ。
口封じのためにジムを探すバズの子分たちが、隠れ家を探り当てる。はじめに見つかったプラトーは、ジムと誤認して子分の1人・クランチを撃つ。パニックに陥ったプラトーは空き家を逃げ出し、天文台に立てこもる。ジムの両親の通報で「チキン・ラン」事件を知った警官隊、フレミック警部、少年の父兄らが現場を取り囲む大騒ぎとなる。ジムとジュディは建物に入り、投降するようプラトーを説得して、彼を外に連れ出すが、プラトーは逆上して警官隊を撃とうとする。その瞬間、警官がプラトーを撃つ。ジムは倒れて動かなくなったプラトーに取りすがって泣きわめく。そこにジムの両親が駆けつける。プラトーの孤独な境遇を思いやったジムとジュディは、非行をやめ、家族と和解することを決意する。

## キャスト
| 役名                              | 俳優                    | 日本語吹替                                                                     | 日本語吹替 |
| 役名                              | 俳優                    | NETテレビ版                                                                    | TBS版 |
| --------------------------------- | ----------------------- | ------------------------------------------------------------------------------ | --- |
| ジム・スターク                    | ジェームズ・ディーン    | 堀勝之祐                                                                       | 池田秀一 |
| ジュディ                          | ナタリー・ウッド        | 渋沢詩子                                                                       | 潘恵子 |
| ジョン・“プラトー”・クロフォード  | サル・ミネオ            | 関根信昭                                                                       | 龍田直樹 |
| フランク・スターク （ジムの父親） | ジム・バッカス          | 島宇志夫                                                                       | 宮川洋一 |
| キャロル・スターク （ジムの母親） | アン・ドーラン          | 荒木道子                                                                       | 谷育子 |
| バズ・ガンダーソン                | コリー・アレン          | 内海賢二                                                                       | 玄田哲章 |
| ジュディの父親                    | ウィリアム・ホッパー    | 家弓家正                                                                       | 嶋俊介 |
| ジュディの母親                    | ロチェル・ハドソン      | 島美弥子                                                                       | |
| グーン                            | デニス・ホッパー        | 仲村秀生                                                                       | 鈴置洋孝 |
| レイ・フレミック警部              | エドワード・プラット    | 宮川洋一                                                                       | 阪脩 |
| ミル                              | シュテフィ・シドニー    |                                                                                | |
| クロフォード家のメイド            | マリエッタ・キャンティ  |                                                                                | |
| ジムの祖母                        | ヴァ―ジニア・ブリサック | 中村紀子子                                                                     | 京田尚子 |
| ヘレン                            | ビバリー・ロング        |                                                                                | |
| ミントン医師                      | イアン・ウルフ          |                                                                                | |
| クランチ                          | フランク・マッゾラ      |                                                                                | 野島昭生 |
| ジーン                            | ロバート・フォーク      |                                                                                | |
| クッキー                          | ジャック・シモンズ      |                                                                                | |
| ハリー                            | トム・バーナード        |                                                                                | |
| チック                            | ニック・アダムス        |                                                                                | 野島昭生 |
| ムーズ                            | ジャック・グリネージ    |                                                                                | |
| クリフ                            | クリフォード・モリス    |                                                                                | |
| 不明 その他                       |                         | 津田まり子 近石真介 富山敬 大木民夫 千葉順二 浅井淑子 勝田久 寺島幹夫 小林和夫 | 大木民夫 高橋ひろ子 片岡富枝 村松康雄 平林尚三 池田勝 千田光男 鳳芳野 古田信幸 大滝進矢 小野健一 あきやまるな 郷里大輔 堀川亮 |
| 日本語吹替版スタッフ              |                         |                                                                                | |
| 演出                              | 演出                    | 小林守夫                                                                       | 伊達渉 |
| 翻訳                              | 翻訳                    | 木原たけし                                                                     | 木原たけし |
| 効果                              | 効果                    |                                                                                | 遠藤尭雄 桜井俊哉 |
| 調整                              | 調整                    |                                                                                | 前田仁信 |
| 制作                              | 制作                    | 東北新社                                                                       | 東北新社 |

- NET版：初回放映1969年8月31日『日曜洋画劇場』
  - 再放送1977年9月25日『日曜洋画劇場』、1980年9月26日『ウィークエンドシアター』他
- TBS版：初回放映1984年4月28日『名作洋画ノーカット10週』
  - BDに再放送短縮版音声が収録。
- 字幕翻訳：高瀬鎮夫[2]

## 製作
- 制作期間は1955年3月28日から5月25日[要出典]。
- サル・ミネオ演じるプラトー（プラトン）は、初期の脚本段階より同性愛者の設定で、ジムにキスを迫る場面が存在したが、カットされている[3]。ディーンが演技指導の際、「俺がナタリーを見るような視線で、俺を見ろ」とアドバイスしたという逸話が残る[3]。

## 評価・エピソード
- 舞台になったグリフィス天文台を世界に知らせたとして、天文台の館外にジェームズ・ディーンの胸像が建てられた。
- 本作でディーンは、自身がプライベートでも愛用していたといわれるLeeのジーンズと、当時としては特徴的で目立つ赤いジャケットを着用している[3]。本作のジーンズの着こなしは、映画『乱暴者』（あばれもの、1953年）や、テレビ音楽番組『ステージ・ショー（英語版）』へのエルヴィス・プレスリーの連続出演（1956年）とともに、作業着としか見なされなかったジーンズが若者のファッションとして広まったきっかけとされる[4]。
  - ジャケットについて雑誌等で「スイングトップ」や「マクレガー社製のドリズラー」と紹介されることがあるが、正確には同社の「ナイロン・アンチフリーズ」である。[要出典]
- アンディ・ウォーホルが来日した際に本作の日本版ポスターを気に入り、シルクスクリーンのアート作品として残している。

### 音楽
- The film music of Leonard Rosenman East Of Eden (dir. Elia Kazan; Warner Bros., 1955) Rebel Without A Cause (dir. Nicholas Ray; Warner Bros., 1955)(CD/全15曲)
- 『ジェームス・ディーンのすべて』（ワーナーパイオニア/P-6355W、1975年）　ジェームズ・ディーン主演3作品名場面の音楽と台詞集（オリジナルサウンドトラック）

## 舞台化
2005年4月3日から24日まで東京グローブ座、同年5月1日から4日まで梅田芸術劇場シアター・ドラマシティにて公演された。脚本は堤幸彦・中津留章仁、演出も堤幸彦が担当。キャストはジム役が二宮和也、ジュディ役が貫地谷しほり、プレイトー役が豊永利行、バズ役が郭智博、レイ役が野添義弘、家政婦役が大島蓉子、他。